# Кузьминский, Георгий Георгиевич
Георгий Георгиевич Кузьминский (6 января 1939, Севастополь, Крымская АССР — 24 сентября 1995, Севастополь) — советский архитектор, много работал в Севастополе. Член Союза архитекторов СССР (1963). Член Союза архитекторов Украины (1993).

## Биография
Родился 6 января 1939 года в городе Севастополь. Окончил Ленинградский инженерно строительный институт в 1962 году. Архитектор. Член Союза архитекторов СССР (1963). Работал в институте «Туркменгоспроект», Ашгабат, 1962—1965 годы. В Севастопольском территориальной проектной организации института «КрымНИИпроект» с 1966 года вплоть до кончины в 1995 году. С 1979 года работал в мастерской архитектора И. Е. Фиалко. Главный архитектор проектов в 1971—1995 годах. Член Союза архитекторов Украины (1993). Жил и работал в городе Севастополь, умер 24 сентября 1995 года.

## Постройки
За время работы создало более 100 архитектурных проектов, реализовано более 20. Основные проекты:
- ресторан «Волна», гостиница «Турист» (1972),
- межгородская телефонно — телеграфная станция на улице Генерала Петрова (1972—1974),
- дом политпросвещения, улица Восставших (1972—1974),
- лабораторный корпус Института биологии южных морей (1974)
- комплекс судостроительного техникума (1975),
- кафе-столовая в Балаклаве (1975),
- 4-й микрорайон на проспекте Октябрянской революции (1976—1993),
- клуб — столовая судостроительного завода в Балаклаве (1978),
- гостиница «Крым» (1978—1979), жилой дом 22 (1979),
- Гагаринский райисполком (ныне райгосадминистрация; 1979),
- пансионат в Евпатории (1981),
- станция юных техников и детское кафе (1992),
- общежитие на проспекте Октябрьской революции в Севастополе (1994),
- детские лагеря опытной станции табака (1978), «Кримголпостачу» (1984) в Песчаном,, спальный корпус детского лагеря «Ласпи» (1988),
- памятный знак в честь основания Севастополя (1983), совместно с архитектором А. С. Гладковым.
- бюст Ф. Ушакова (1983), совместно со скульптором С. Л. Чижом, архитектором А. С. Гладковым
- бюст А. Суворова (1983), совместно со скульпторами В. В. Рябковым и В. С. Гордеевым, архитектором А. С. Гладковым[3].
- бюст А. С. Пушкина[4] (1983)  Объект культурного наследия народов РФ регионального значения. Рег. № 921711298610005 (ЕГРОКН),

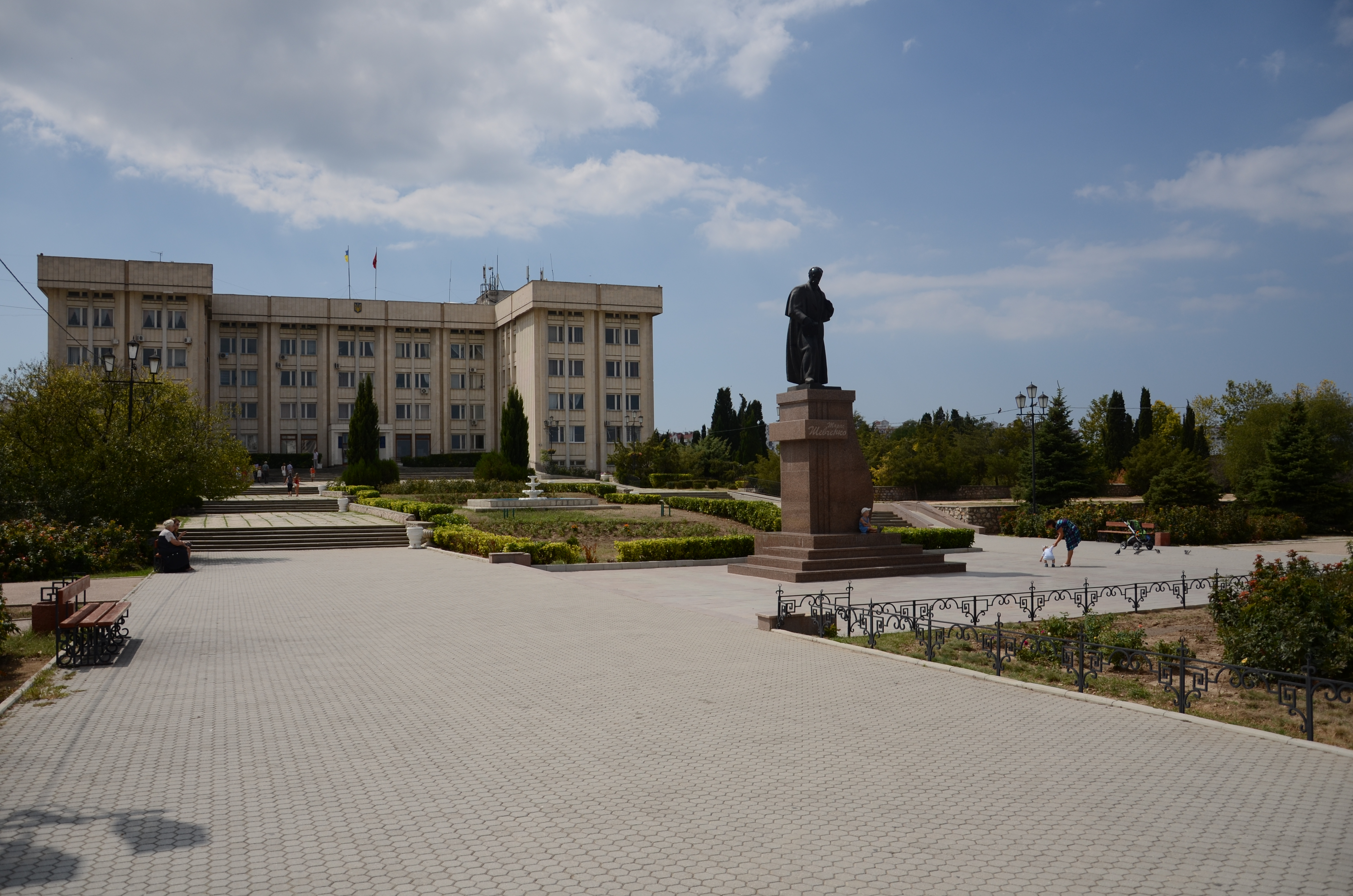
Гагаринский райисполком (1979)
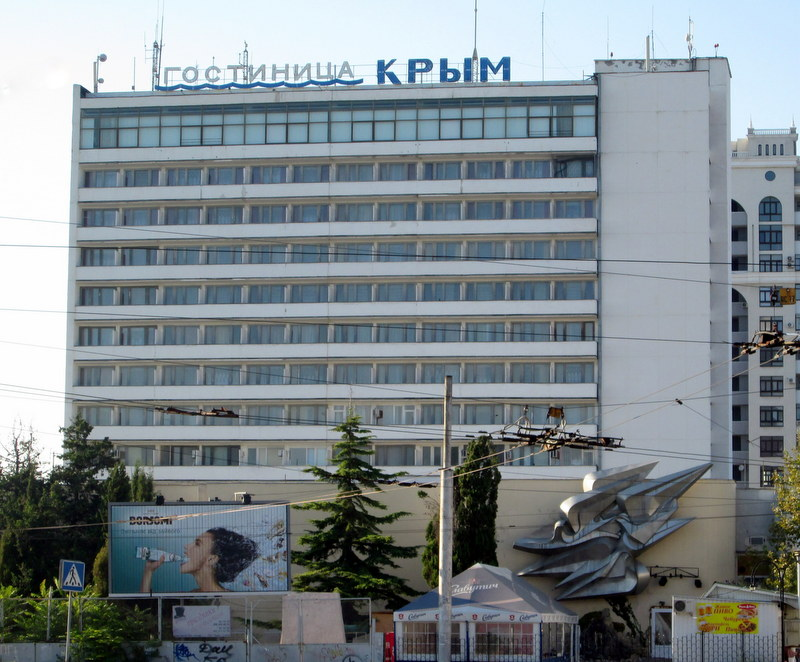
Гостиница «Крым» (1978—1979), улица 6-я бастионная
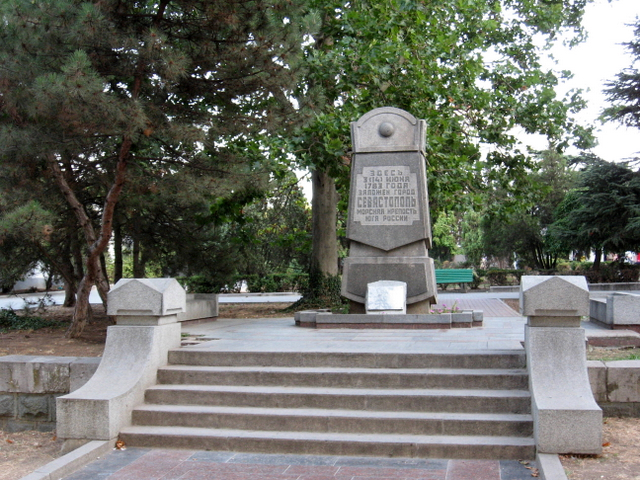
Памятник в честь 200-летия основания Севастополя, 1983, совместно с А. С. Гладковым
Бюст А. Суворова в Ленинском районе города на площади Суворова (1983), совместно со скульпторами В. В. Рябковым и В. С. Гордеевым, архитектором А. С. Гладковым
бюст А. С. Пушкин, в сквере Василия Бузина  Объект культурного наследия народов РФ регионального значения. Рег. № 921711298610005 (ЕГРОКН),
Бюст адмирала Ф. Ф. Ушакова (1983), совместно со скульптором С. Л. Чижом, архитектором А. С. Гладковым